# Kałajdżiewo
Kałajdżiewo (bułg. Калайджиево) – wieś w Bułgarii, w obwodzie Kyrdżali, w gminie Krumowgrad. W 2024 roku liczyła 10 mieszkańców.